# Tipula (Lunatipula) macroselene
Tipula (Lunatipula) macroselene is een tweevleugelige uit de familie langpootmuggen (Tipulidae). De soort komt voor in het Palearctisch gebied.